# Lizzie Halliday
Eliza Margaret McNally dite Lizzie Halliday (c. 1859 – 18 juin 1918) est une tueuse en série irlando-américaine responsable de la mort de quatre personnes dans l'État de New York, dans les années 1890. 
En 1894, elle devient la première femme à être condamnée à l'exécution par la chaise électrique, mais sa peine est ensuite commuée, et elle passe le reste de sa vie dans une institution psychiatrique. Pendant son internement, elle tue une infirmière, et elle est soupçonnée d'avoir tué au moins deux de ses anciens maris.

## Biographie
Lizzie Halliday naît vers 1859 sous le nom de Eliza Margaret McNally, dans le comté d'Antrim, en Irlande. Sa famille avait déménagé aux États-Unis alors qu'elle n'avait encore qu'entre trois ou huit ans. En 1879, elle épouse un homme de Pennsylvanie appelé Charles Hopkins ou Ketspool Brown. Ils ont ensemble un fils qui terminera dans un asile psychiatrique. En 1881, Hopkins meurt et elle épouse un retraité nommé Artemus Brewer, qui meurt moins d'un an plus tard. Elle épouse ensuite Hiram Parkinson qui la quitte dès leur première année de mariage. Elle se marie ensuite avec George Smith, un vétéran de la guerre qui avait servi avec Brewer ; on suppose qu'elle aurait fait une tentative pour tuer George Smith en mettant de l'arsenic dans son thé. Elle quitte alors Bellows Falls, Vermont, en emportant avec elle de nombreux objets pris dans la maison de George Smith. Elle épouse ensuite un habitant du Vermont, Charles Playstel, mais disparait deux semaines plus tard.
Durant l'hiver 1888, Lizzie refait surface à Philadelphie lorsqu'elle se présente dans un bar tenu par de vieux amis d'Irlande, les McQuillans. Utilisant alors le nom de Maggie Hopkins, elle met en place une boutique mais est reconnue coupable pour avoir dilapidé l'argent de l'assurance et se retrouve condamnée à deux ans de prison à Eastern State Penitentiary.
En 1889, utilisant le nom de Lizzie Brown, elle travaille comme femme de ménage pour Paul Halliday, un agriculteur, deux fois veuf, de soixante-dix ans, vivant avec son fils à Burlingham dans le Comté de Sullivan, New York. À peine marié en 1890, le fils aîné Halliday raconte que Lizzie est sujette à des « coups de folie ». Durant les deux prochaines années, Lizzie est soupçonnée d'avoir incendié la maison et la grange de la famille Halliday. Elle a même volé des chevaux pour les amener à Newburgh (New York), à l'aide d'un voisin afin de les vendre. Elle a été acquittée de l'infraction pour motif de folie.

### Meurtres
En mai 1893, le moulin et la résidence Halliday sont incendiés tuant John Halliday, le fils handicapé mental de Paul. Lizzie, connue pour ne pas le porter dans son cœur, est soupçonnée d'avoir provoqué ces incendies. Elle est arrêtée et envoyée dans un asile, puis transférée [Où ?], où elle est déclarée comme guérie et libérée. Elle retourne ainsi chez Paul Halliday.
Paul Halliday disparaît en août de cette même année. Lizzie affirme qu'il travaille dans une ville voisine pour faire quelques travaux de maçonnerie. Plusieurs voisins ayant des soupçons sur cette histoire, un mandat de perquisition est obtenu et le 4 septembre, les corps de deux femmes furent retrouvés enterrés dans la grange. Les deux femmes abattues sont identifiées comme étant Margaret et Sarah McQuillan, des new-yorkaises qui faisaient partie de la famille de Lizzie et qui séjournaient dans la région de Philadelphie. Peu de choses ont pu être établies à partir des interrogatoires de Lizzie, se comportant d'une manière erratique, déchirant ses vêtements et parlant de façon incohérente. Elle a été placée en garde à vue et certains pensaient qu'elle simulait la folie.
Quelques jours après que les femmes McQuillan ont été retrouvées, le corps mutilé de Paul Halliday a également été découvert sous le plancher de sa maison. Il avait aussi été abattu. Lizzie a été inculpée de meurtres et la tenue de son procès eut lieu à la prison du comté de Sullivan à Monticello (New York). Au cours des premiers mois de prison, elle a refusé de manger, a attaqué la femme du shérif, a mis le feu à son propre lit, a tenté de se pendre et de se trancher la gorge avec du verre brisé. Elle a déclaré à ce propos : « Je pensais me couper pour voir si je saignais ». Ses geôliers ont été forcés de l'enchaîner au sol au cours de ses derniers mois.

### Couverture médiatique
Une fois en prison Lizzie reçut une couverture médiatique nationale avec son histoire sensationnelle aux multiples épisodes, apparaissant à travers tout le pays dans les tabloïd. Le New York World dépeint le cas Lizzie « sans précédent et presque sans parallèle dans les annales de la criminalité ». Elle fait également la couverture de World's avec une entrevue menée par la journaliste Nellie Bly. Lizzie raconte ses précédents mariages, faits que Bly a été en mesure de confirmer. Une autre source utile pour les journalistes était Robert Halliday, le fils de Paul Halliday. Le Shérif du Comté de Sullivan a commencé une nouvelle vague de spéculation, en disant à la presse que Lizzie était probablement liée aux meurtres de Jack l'Éventreur, bien qu'aucune connexion n'aie jamais été faite.
La révélation de ses cinq mariages, avant d'épouser Paul Halliday, de la mort de deux de ses maris en moins d'un an après leur mariage, et de sa tentative d'empoisonnement sur un troisième mari conduit la presse à la croire responsable d'au moins six morts. The New York Times déclare, en juin 1894 : « Que ces hommes soient morts de morts naturelles ou assassinés, personne ne le sait ». Lizzie fait également une révélation à Robert Halliday d'avoir tué et réussi à dissimuler le crime d'un de ses maris à Belfast.

### Condamnation
Le 21 juin 1894, Lizzie Halliday est reconnue coupable par le tribunal Oyer and terminer (en) du Comté de Sullivan pour les meurtres de Margaret McQuillan et Sarah Jane McQuillan. Elle est devenue la première femme à être condamnée à mort par chaise électrique, via l'État de New York mais le gouverneur Roswell P. Flower (en) commue sa peine à de l'emprisonnement à vie dans un hôpital psychiatrique après qu'une commission médicale a déclaré sa folie,,,. 
Lizzie Halliday a été envoyée à la Matteawan State Hospital for the Criminally Insane où elle a passé le reste de sa vie. En 1906, elle tue une infirmière, Nellie Wickes, en la poignardant 200 fois avec une paire de ciseaux.
Lizzie Halliday meurt le 18 juin 1918.